# Földiboafélék
A földiboafélék (Tropidophiidae) a hüllők (Reptilia) osztályába, a  pikkelyes hüllők (Squamata) rendjébe és a kígyók (Serpentes) alrendjébe tartozó család.

4 nem és 22 faj tartozik a családba.

## Rendszerezés
A családba az alábbi nemek és fajok tartoznak
- Exiliboa (Bogert, 1968) – 1 faj
  - Oaxacai földiboa (Exiliboa placata)

- Trachyboa (Peters, 1860) – 2 faj
  - Boulenger-szempillásboa (Trachyboa boulengeri)
  - Trachyboa gularis

- Tropidophis (Sagra, 1843) – 17 faj
  - Tropidophis battersbyi
  - Tropidophis bucculentus
  - Tropidophis canus
  - Tropidophis caymanensis
  - Tropidophis feicki
  - Tropidophis fuscus
  - Tropidophis greenwayi
  - haiti földiboa (Tropidophis haetianus)
  - Tropidophis maculatus
  - kubai földiboa (Tropidophis melanurus)
  - Tropidophis nigriventris
  - törpeboa (Tropidophis pardalis)
  - Tropidophis paucisquamis
  - Tropidophis pilsbryi
  - Tropidophis semicinctus
  - Tropidophis taczanowskyi
  - Tropidophis wrighti

- Ungaliophis (Müller, 1880) – 2 faj
  - Ungaliophis continentalis
  - Ungaliophis panamensis